# Tol Cormpt Norz Norz Norz
Tol Cormpt Norz Norz Norz è il primo album in studio del gruppo musicale Impaled Nazarene, pubblicato il 1993 dalla Osmose Productions.

## Tracce
1. Apolokia - 0:34
2. I Al Purg Vompo / My Blessing (The Beginning of the End) - 2:48
3. Opolokia II: Aikolopa 666 - 0:10
4. In the Name of Satan - 0:45
5. Impure Orgies - 0:21
6. Goat Perversion - 4:22
7. The Forest (The Darkness) - 0:13
8. Mortification / Blood Red Razor Blade - 3:26
9. The God (Symmetry of Penis) - 1:10
10. Condemned to Hell - 3:32
11. The Dog (Art of Vagina) - 1:08
12. The Crucified - 1:07
13. Apolokia III: Agony - 0:22
14. Body-Mind-Soul - 3:33
15. Hoath: Darbs Lucifero - 1:13
16. Apolokia Finale XXVII A.S. - 0:47
17. Damnation (Raping the Angels) - 4:22

## Formazione
- Mika Luttinen - voce
- Kimmo Luttinen - batteria, chitarra
- Taneli Jarva - basso
- Jarno Anttila - chitarra